# Музей-квартира
Музей-квартира — мемориальный музей, создающийся посредством музеефикации квартиры, в которой жил какой-либо выдающийся деятель. В некоторых случаях музеефикацию производят сразу после смерти, посредством фиксирующей музеефикации. Таким образом появились первые в России музеи-квартиры Менделеева (1910—1911 гг.) и Скрябина (1918—1922 гг.). Далее это направление развивалось посредством ансамблевой реконструкции квартир Пушкина на Мойке (1925) и Достоевского в Москве (1928). Две отдельные группы музеев-квартир стали появившиеся в 1930-е годы: это квартиры революционеров и деятелей Советского государства, из которых в отдельную группу выделяют музей-квартиры Ленина. После распада СССР многие из этих музеев перепрофилируются, в то же время появляются новые концепции музеев-квартир, в которых отражено творчество («нехорошая квартира» № 50) или быт социально-временного среза общества (музей-квартира в Доме на набережной).